# 蒙陶罗
蒙陶罗（義大利語：Montauro），是意大利卡坦扎罗省的一个市镇。总面积11.54平方公里，人口1509人，人口密度130.8人/平方公里（2009年）。ISTAT代码为079080。